# Freiwillige vor
Freiwillige vor, är en marsch utan opustal av Johann Strauss den yngre. Den spelades första gången den 30 januari 1887 i Sofienbad-Saal i Wien. 

## Historia
Den 8 december 1881 skulle Jacques Offenbach opera Hoffmanns äventyr framföras för andra gången på Ringtheater i Wien. En elektropneumatisk gaständare misslyckades med att tända rampens gasljus och antände en bit hängande dekor och flammorna spred sig. Gasen stängdes av men utan säkerhetsljus låg hela salongen i mörker och i paniken som uppstod omkom 368 personer. Brandkåren anlände först efter 40 minuter men då var det för sent. Dagen därpå grundades Wiens Frivilliga Räddningssällskap (Wiener Freiwillige Rettungsgesellschaft) och kom att stå som modell för liknande frivilliga brandkårer utomlands.
Johann Strauss marsch Freiwillige vor tillkom fem år senare. Den första utgåvan var en privat tryckning försedd med kompositörens namnteckning i faksimil och var "Tillägnad minnet av Wiens Frivilliga Räddningssällskaps första välgörenhetsbal den 30 januari 1887". Evenemanget ägde rum i Sofienbad-Saal och musiken dirigerades av brodern Eduard Strauss. Marschen kan jämföras med Strauss tidigare Jubelfest-Marsch (op. 396) då båda verken liknar varandra i uppbyggnad och karaktär. En brassfanfar inleder båda marscherna vilken sedan balanseras av en melodisk del. I Freiwillige vor följer en tredje, mer dansliknande passage innan huvudmelodin tas om på nytt. 

## Om marschen
Speltiden är ca 3 minuter och 38 sekunder plus minus några sekunder beroende på dirigentens musikaliska tolkning.

## Weblänkar
- Freiwillige vor i Naxos-utgåvan.